# Relações entre Chade e Estados Unidos
As relações entre o Chade e os Estados Unidos referem-se as relações internacionais entre o Chade e os Estados Unidos.

## Missões dos Estados Unidos
A embaixada estadunidense em N'Djamena, estabelecida na independência do Chade em 1960, foi fechada a partir do início dos pesados combates na cidade em 1980 até a retirada das forças líbias no final de 1981. Foi reaberta em janeiro de 1982. A Agência dos Estados Unidos para o Desenvolvimento Internacional (USAID) e os escritórios do Serviço de Informação dos Estados Unidos (USIS) retomariam as suas atividades no Chade em setembro de 1983.

## História
O interesse dos Estados Unidos no Chade aumentou de forma constante durante a década de 1980, à medida que a oposição dos Estados Unidos ao líder líbio Muammar Gaddafi se intensificou e a instabilidade do Chade ameaçou contribuir para a desestabilização regional. Durante os anos 1960 e 1970, os Estados Unidos e o Chade mantiveram laços econômicos de nível bastante baixo, incluindo garantias de investimento e ajuda a projetos, tal como o envolvimento do Corpo da Paz. A seca no início da década de 1970 traria ajuda alimentar e agrícola dos Estados Unidos para as áreas remotas, incluindo suprimentos de grãos, serviços de saúde animal e assistência técnica. Outros acordos econômicos incluíram construção de estradas na região do Lago Chade e desenvolvimento de comunidades rurais.
Embora os Estados Unidos considerassem o Chade parte da esfera de influência da França, também proporcionou um baixo nível de assistência militar até 1977. O pedido do presidente Félix Malloum em 1978 para aumentar a ajuda militar para combater a insurgência do FROLINAT coincidiu com um aumento acentuado da atividade soviética na África, especialmente na Etiópia, e o aumento das remessas de armas soviéticas para a Líbia. As relações dos Estados Unidos com os Estados africanos foram redefinidas de acordo com o novo valor estratégico atribuído aos aliados africanos e a política externa dos Estados Unidos mudou em conformidade. Assim, na década de 1980, o interesse e o envolvimento dos Estados Unidos no Chade aumentaram.
Por um tempo no início dos anos 1980, o compromisso dos Estados Unidos com o apoio militar a Hissène Habré foi mais entusiasmado do que o da França, que esperava preservar sua relação com a Líbia. Embora a ajuda militar e financeira a Habré tenha aumentado, em 1988 os conselheiros dos Estados Unidos começaram a enfatizar a necessidade de reconciliar facções em guerra e pacificar os grupos rebeldes dentro do Chade. O apoio dos Estados Unidos ao Chade incluiu vários acordos de ajuda econômica e militar, incluindo programas de formação para melhorar a eficácia da administração de Habré e reforçar a confiança pública no governo e no compartilhamento de inteligência para auxiliar a combater as forças líbias em 1987.
Os Estados Unidos mantêm relações cordiais com o governo de Idriss Déby. O Chade provou ser um valioso parceiro na guerra global contra o terrorismo e no fornecimento de abrigo a cerca de 200.000 refugiados do Sudão da crise do Darfur ao longo da sua fronteira oriental.
Antes de fechar permanentemente a sua missão no Chade em 1995 por causa da diminuição dos fundos e preocupações com a segurança, o programa de desenvolvimento da USAID no Chade concentrou-se nos setores de agricultura, saúde e infra-estruturas. Também incluiu projetos de reparação e manutenção de estradas, saúde materna e infantil, sistemas de alerta rápido de fome e marketing rural. Várias agências voluntárias estadunidenses (nomeadamente Africare e VITA) continuam a operar no Chade. O Corpo da Paz tem tradicionalmente uma grande presença no Chade, com voluntários que chegaram durante o período pós-guerra em setembro de 1987, e depois se retiraram em 1998. As operações do Corpo da Paz voltaram em setembro de 2003, com um grupo de vinte novos voluntários. A segunda classe de dezessete voluntários chegou em setembro de 2004. Ambos os grupos se concentraram em ensinar inglês; uma expansão para outras áreas estava prevista para 2005. Atualmente, a presença do Corpo da Paz no Chade está inativo.
Em abril de 2007, o subsecretário de Estado John Negroponte visitou o Chade em virtude da Guerra em Darfur. 
O Chade é um participante da Iniciativa Trans-Saariana de Contraterrorismo e coopera com os militares dos Estados Unidos na luta contra os insurgentes da Al-Qaeda no Magrebe Islâmico (e afiliados).